# Marlborough (hrabstwo Cheshire)
Marlborough – jednostka osadnicza w Stanach Zjednoczonych, w stanie New Hampshire, w hrabstwie Cheshire.